# 九十九メイ
九十九 メイ（つくも めい、1999年5月20日 - ）は、日本のAV女優。

## 略歴
2018年12月、E-BODYの専属女優「滝沢ななお（たきざわ ななお）」としてAVデビュー。
専属は1本のみで、以降は企画単体女優として活動。
2020年11月、Fitch専属の「長谷川りさ（はせがわ りさ）」、マドンナ専属の「芦永れい（あしなが れい）」としてデビューしている。
2022年7月、「九十九メイ（つくも めい）」として再デビュー。
2023年12月4日週FANZA動画フロアランキングにて、同年9月に発売したシリーズ総集編作品『ホイホイfriends 06 素人ホイホイFriends・素人・ハメ撮り・ドキュメンタリー・個人撮影・巨乳・美乳・くびれ・飲酒・OL・ドM・セフレ・潮吹き・お漏らし・放尿・清楚・長身・お姉さん・美脚・コスプレ・電マ・筋肉・肉食』（素人ホイホイ/妄想族）が1位に急上昇した。
2024年7月1日週FANZA動画フロアランキングにて、出演作を含むベスト盤『【福袋】山と空の野外露出！超人気あの話題作も！！20タイトル53時間オール収録！』（山と空）が3位に浮上した。

## 人物
群馬県出身。
趣味はファッションチェック。
ショートヘアで172cmの高身長、Fカップの巨乳。
父親の仕事の都合で中学2年から高校3年までを韓国で過ごした帰国子女。

## 出演作品

### アダルトDVD
「滝沢ななお」名義
2018年
- 「背の高い美女は好きですか?」 身長172cm帰国子女Fcupモデル 滝沢ななお E-BODY専属デビュー（12月13日、E-BODY）

2019年
- 美人女子大生が妊活夫婦の採精オナニーお手伝い体験! おかずの若い女性にはフル勃起する旦那と嫉妬にゆがむ三十路妻。 それを見てなぜかパンティ濡れちゃう素人お嬢さん。 妻の前でち●ぽこしゃぶりたおしてそのまま寝取りSEXまでしてもらいました!（2月8日、赤面女子）※「なな」名義
- 素人ナースの皆さん! 大きなおっぱいを童貞君にちゅーちゅー吸わせてもらえませんか? ママみたいな優しさに包まれて童貞ち●ぽフル勃起! 母のお股に抜かずの連続生中出しでずーと合体しっぱなしSEX（3月22日、赤面女子）※「ななお」名義
- 妻に逃げられバツイチシングルファーザーになったボクにまさかのモテ期!?不憫な父子家庭に同情して何かと世話を焼いてくれる近所のママ友たちと真っ昼間から不倫にハマってしまった vol.10（7月12日、UMANAMI）
- ¥いくらでラブホ!? 素人美女はいくら払えば即ラブホOKなのか。ナンパ検証してみた!! 07（7月19日、プレステージ）
- 勝手に相席居酒屋ナンパ 連れ出し素人妻 ガチ中出し盗撮無断発売 13（7月27日、ビッグモーカル）
- 巨乳デリヘル（8月25日、ゲインコーポレーション）
- (秘)隠し撮り映像流出!! 同じマンションのママ友を連れ込んで絶対内緒の不倫SEX 5（11月15日、プリモ）

2020年
- 最高の愛人、濃密な中出し性交 File.4 高身長Gカップ美乳グラマラス（2月7日、h.m.p）
- 巨乳が浮き出るぴったぴたニットを着た長身イベントコンパニオンをナンパしてAV出演!（2月21日、クリスタル映像）
- 外見と性格はボーイッシュだけど、ユニフォームの下はナイスバディ♥ バスケ部キャプテンのボクっ娘に、強制メス快楽を教え込んだところ…即ハメ中出しさせるヤリマンビッチにw（3月7日、山と空）
- SOD女子社員 8名が業務中に全裸健康診断 膣の奥までチ○ポでチェックするAV会社ならではの赤面羞恥検診 8名全員のSEXを収録した4時間スペシャル!（3月12日、SODクリエイト）※「滝川奈緒」名義
- 本物全裸素人 局部パーツ接写&アクリル板に圧着ファイル（3月13日、S級素人）
- 新人泡姫 初めての射精無制限中出しソープ（4月4日、山と空）

「長谷川りさ」名義
2020年
- 美脚スレンダー巨乳の現役客室乗務員AVデビュー!! クール美女が早漏絶頂狂いするドM3本番!!（11月13日、Fitch）

2021年
- 襲われ待ち。汗だく自宅レッスン開催中。隙しか見せないパーソナルトレーナー（3月3日、ダスッ！）
- 元ヤリマンの担任教師も痙攣するほどイカされまくり！性欲モンスターなんですウチの息子は…。（5月19日、ROYAL）

「芦永れい」名義
2020年
- 元レースクイーンの人妻 芦永れい 28歳 AV DEBUT!! 美乳、美脚、美顔、『三美一体』―。（11月25日、マドンナ）

2021年
- 底辺クズ親子の肉便器に堕ちた上級国民美人妻 僕の目の前であられもない姿で何度もイカされる大好きなママ（3月19日、エムズビデオグループ）

「九十九メイ」名義
2022年
- イイ女が魅せたケダモノFUCK 国際線キャビンアテンダント 長身スレンダーGcup ステイ先で副職AV撮影（7月19日、E-BODY）
- 立場逆転 僕を見下し毎日イジメてくる女上司の不倫現場を目撃！来る日も来る日もノーハンド連射中出しさせる王様深夜残業（8月23日、本中）
- 性交覚醒 人生初ポルチオ開発！理性が吹き飛ぶ激ピストン痙攣大絶頂Special（9月2日、h.m.p）
- マッチングアプリでゲット！！ 即マン！美ボディ人妻は即効型の都合のイイ絶倫タダマンビッチだった。 ラブホ休憩2時間 5発射精！？ （9月6日、ナンパJAPAN）※「メイ」名義
- 嫉妬深い夫は大企業の社長 たった一日家を空けた日に二回生中出し（9月27日、MERCURY）※「（仮）瞳さん」名義
- 彼女のお姉さんは巨乳と中出しOKで僕を誘惑（11月15日、OPPAI）
- 「彼氏いないけど好きな人はいる…誰かは秘密」俺の気を惹くガルバ女子が、スレンダーG魔乳と顔面に似合わず寂しがり屋で距離感0で甘えてきて…恥ずかしがっていた公然猥褻にも従いすまし顔を崩して甘イチャ俺だけに見せるデレイキSEX（11月15日、山と空/妄想族）
- 汁にまみれてイキバグり最高級ボディを弄ばれた女（12月27日、SEX Agent/妄想族）

2023年
- 感度爆上がりボディを一日中ハメまくるノンストップ潮吹きオーガズム無限中出しキメセク（1月17日、OPPAI）
- 完全プライベート映像 172cm高身長Fカップ最強モデル美女・九十九メイちゃんと初めての二人きりお泊まり（4月4日、パコパコ団とゆかいな仲間たち/妄想族）
- 憧れの女上司とセックスだけの愛人関係になった。（5月2日、BeFree）
- 超絶ボディが仇になり男たちが襲い掛かる！押しに弱すぎるヌキ無し高級メンズエステ嬢（5月2日、ディープス）
- グラマラス美脚コスプレFUCK（5月16日、ミル）
- 大嫌いな義父とメンズエステで遭遇 過剰マッサージ強要される都合のいいタダマン肉便器に指名された（6月6日、ムーディーズ）